# Đàm Trung Di
Đàm Trung Di (Trung văn giản thể: 谭中怡; Trung văn phồn thể: 譚中怡; bính âm: Tán Zhōngyí; sinh 29 tháng 5 năm 1991 ở Trùng Khánh) là một đại kiện tướng cờ vua Trung Quốc. Chị là nhà vô địch cờ vua nữ thứ 16 trong lịch sử.

## Sự nghiệp

### Giải trẻ
Đàm là kỳ thủ duy nhất cho đến nay vô địch U10 thế giới hai năm liên tiếp vào 2000 và 2001. Năm 2002, cô bé tiếp tục vô địch U12 thế giới.

### Giải đấu cá nhân
Năm 2011 Đàm Trung Di vô địch nội dung nữ môn cờ vua tại Đại hội thể thao sinh viên mùa hè 2011 ở Thâm Quyến, đóng góp thành tích vào tấm huy chương vàng đồng đội của Trung Quốc.
Đàm cũng vô địch nữ Giải cờ vua Đại học thế giới năm 2012 ở Guimarães. Năm 2013 chị vô địch Giải cờ vua kiện tướng nữ Trung Quốc lần thứ ba ở Vô Tích với điểm số 6,5/9, 1,5 điểm hơn hai á quân là Valentina Gunina và Hoàng Thiến.
Tháng 5 năm 2015 chị vô địch quốc gia tại Hưng Hóa. Tháng sau đó, Đàm vô địch Giải cờ vua kiện tướng nữ Trung Quốc lần thứ 5 với 7/9 điểm, một điểm hơn á quân Lôi Đĩnh Tiệp. Vào tháng 12 năm 2015, Đàm vô địch giải Nữ hoàng cờ vua Trung Quốc lần đầu tiên. Đây là giải đấu loại trực tiếp diễn ra tại Thai Châu, sau khi đánh bại Cư Văn Quân ở trận chung kết bằng ván cờ armageddon.
Năm 2017, tại Đại hội Thể thao Trong nhà và Võ thuật châu Á 2017, Đàm Trung Di đã giành cả ba huy chương vàng ở các nội dung tham dự, gồm cá nhân nữ, cờ nhanh đôi và cờ chớp đôi (cùng Lôi Đĩnh Tiệp).
Chị thi đấu tốt ở các nội dung cờ nhanh chớp. Ở các giải vô địch châu Á, chị vô địch cờ chớp tại Sharjah năm 2014 và vô địch cờ nhanh năm 2015 ở Al Ain.

### Giải vô địch thế giới
Đàm Trung Di dự giải vô địch thế giới nữ (thể thức loại trực tiếp) lần đầu tiên khi còn rất trẻ, mới 13 tuổi, vào năm 2004. Sau đó đến trước năm 2017, chị có thêm hai lần tham dự giải vô địch thế giới: năm 2008 vào đến vòng hai và thua Pia Cramling 0,5–1,5 và năm 2015 cũng vào đến vòng hai, thua Lela Javakhishvili cùng tỉ số trên.
Tại giải năm 2017, Đàm Trung Di vào chung kết khá nhọc nhằn khi có 3 trận đấu phải thi đấu thêm cờ nhanh chớp phân thắng thua và 2 trong 3 trận đó phải thi đấu tới ván cuối cùng: ván Armageddon. Chị vượt qua cả hai trận đấu đó khi đều cầm đen trước cựu vô địch thế giới Ushenina ở vòng hai và kỳ thủ Ấn Độ Dronavalli ở bán kết. Ngoài ra Đàm loại hạt giống số 1 của giải Cư Văn Quân ở tứ kết. Ngược lại đối thủ của Đàm là Anna Muzychuk lại là người không phải đấu một ván nhanh chớp nào cho đến trước chung kết.
Trong trận chung kết, Đàm đã chiến thắng ván thứ hai và thua ván thứ ba, đưa tỉ số sau 4 ván cờ tiêu chuẩn là 2–2. Trong hai ván cờ nhanh, Đàm giành chiến thắng 1,5–0,5; kết thúc trận đấu với tỉ số 3,5–2,5 và lên ngôi vô địch thế giới, đồng thời được đặc cách phong danh hiệu đại kiện tướng.
Đàm Trung Di bảo vệ không thành công ngôi vô địch thế giới sau khi thua trận đấu 10 ván trước đồng hương Cư Văn Quân vào năm 2018 ở Trung Quốc với tỉ số 4,5–5,5.

### Giải đấu đồng đội
Đàm Trung Di khoác áo đội tuyển nữ Trung Quốc tham dự Olympiad cờ vua 3 lần vào các năm 2008, 2014, 2016. Chị đã cùng đội tuyển giành một huy chương vàng (2016) và một huy chương bạc (2014) đồng đội. Tại Olympiad cờ vua 2016 Đàm thi đấu đủ 11 ván, bất bại (+7 =4) và với hiệu suất thi đấu (Rp) = 2565 chị giành huy chương vàng cá nhân bàn 4.
Tại các giải vô địch đồng đội thế giới, Đàm Trung Di đã 4 lần tham dự (3 lần với đội Trung Quốc và 1 lần với đội Trung Quốc 2). Chị đã có đủ bộ huy chương vàng bạc đồng đồng đội, cùng 3 huy chương vàng cá nhân ở bàn đấu.
Đàm có 3 lần tham dự giải đồng đội châu Á, hai huy chương vàng đồng đội cùng một huy chương vàng và hai huy chương bạc cá nhân.
Ở các giải đồng đội Trung Quốc, Đàm Trung Di khoác áo câu lạc bộ Trùng Khánh. Thành tích đồng đội cao nhất là hạng nhì năm 2015, còn thành tích cá nhân cao nhất là Rp = 2492 năm 2008.